# Boerhavia megaptera
Boerhavia megaptera är en underblomsväxtart som beskrevs av Paul Carpenter Standley. Boerhavia megaptera ingår i släktet Boerhavia och familjen underblomsväxter. Inga underarter finns listade i Catalogue of Life.